# Torre della Garisenda
Die Torre della Garisenda (Tårr Måzza o la Gariṡannda im bologneser Dialekt) ist eine der sogenannten due torri (dt.: zwei Türme) von Bologna in der italienischen Region Emilia-Romagna, ein Symbol der Stadt. Der Turm steht an der Piazza di Porta Ravegnana, an der Kreuzung der alten Straßen San Donato (heute Via Zamboni), Via San Vitale, Strada Maggiore, Via Santo Stefano und Via Castiglione.

## Geschichte und Beschreibung

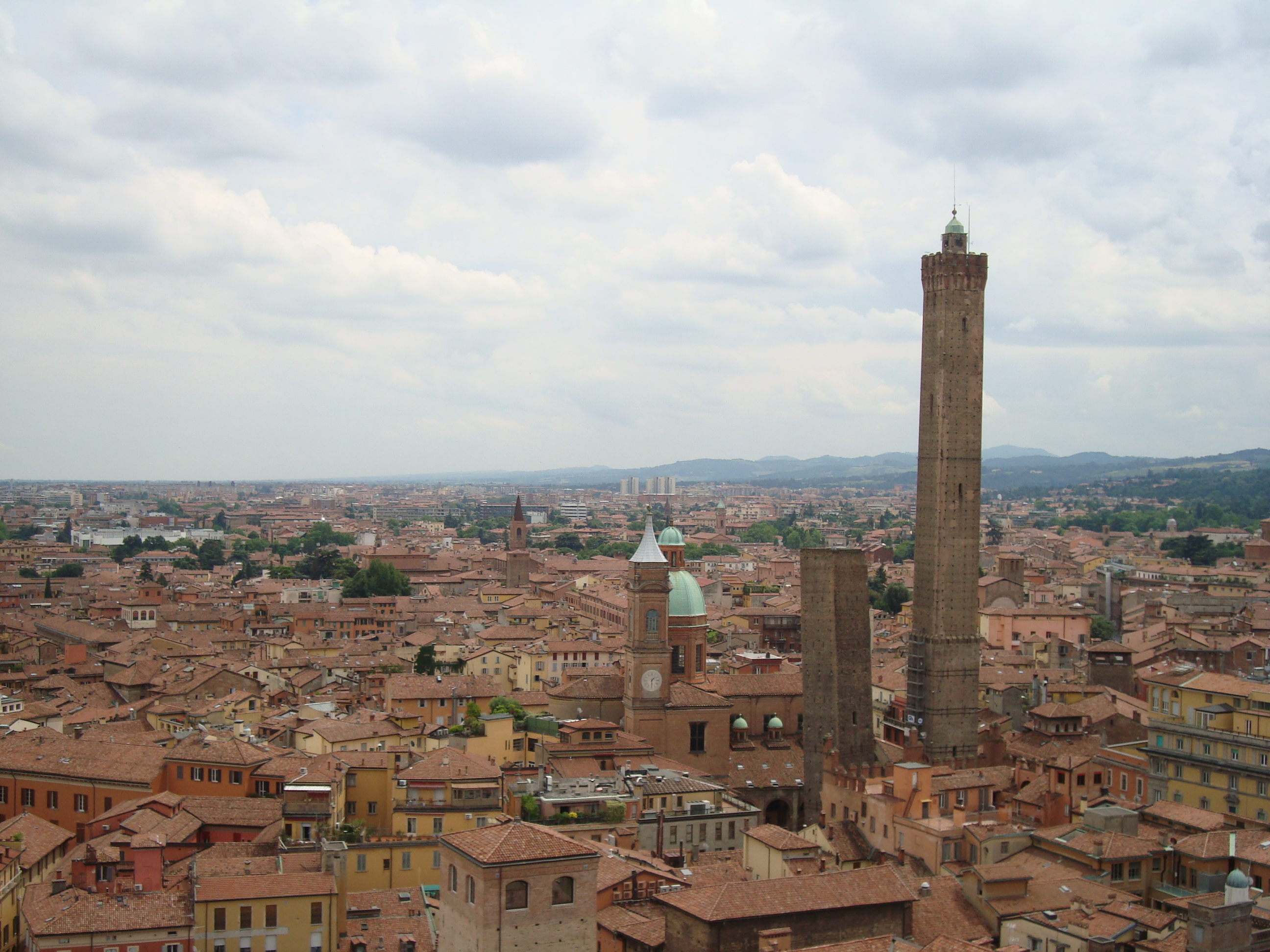
Die Torre della Garisenda (links), die in der Stadtlandschaft von Bologna zusammen mit der benachbarten Torre degli Asinelli (rechts) hochragt.

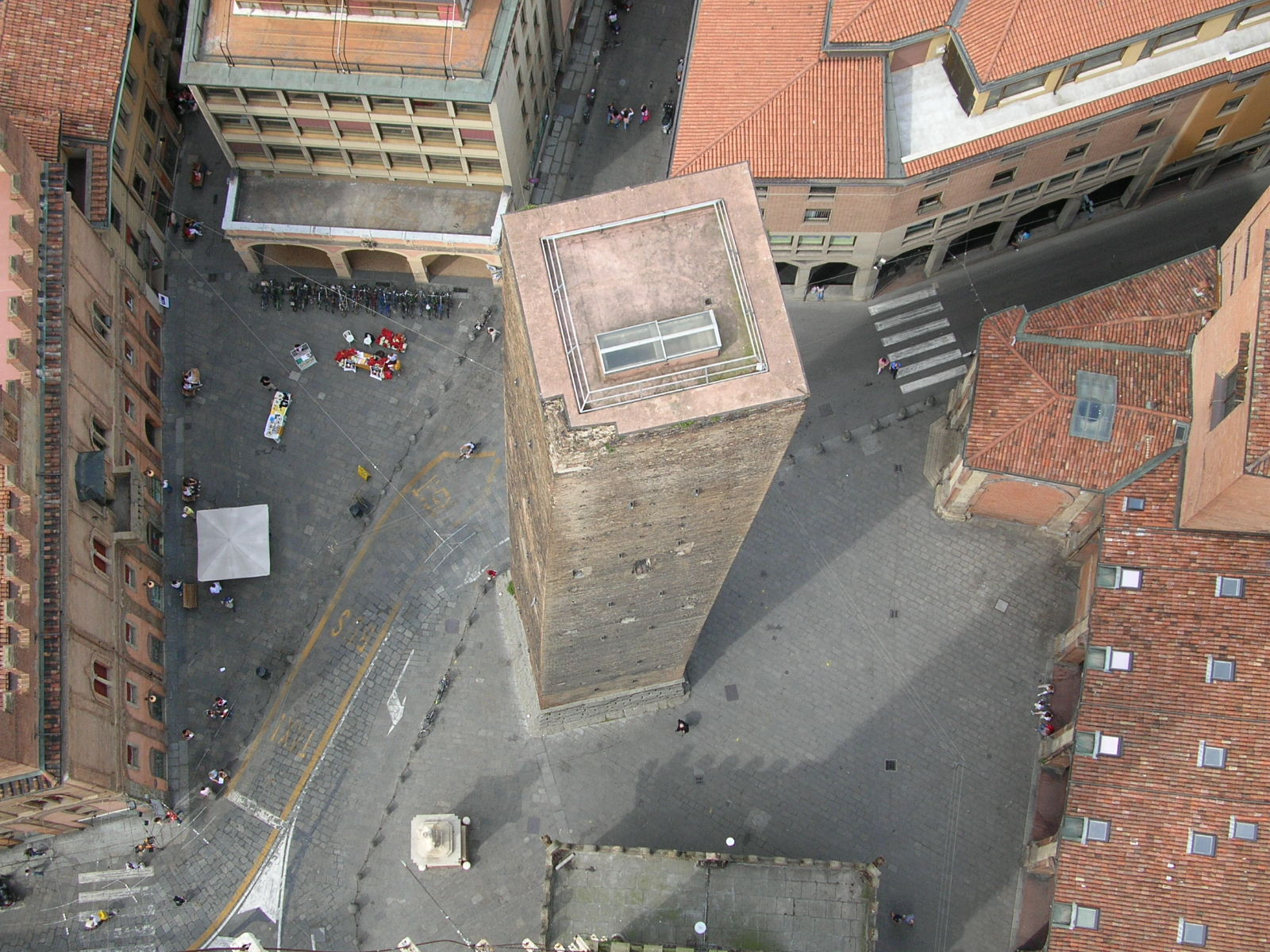
Der Torre della Garisenda vom Torre degli Asinelli aus

Bologna war im Mittelalter eine „betürmte“ Stadt par Excellence; ihr Panorama war mit etwa 150 Geschlechtertürmen gespickt, deren Funktion nicht nur strategisch oder militärisch war, sondern die auch als architektonische Merkmale das Prestige der jeweiligen Eigentümerfamilien zeigten. Zu den charakteristischsten dieses städtischen Gefüges zählte unzweifelhaft die Torre della Garisenda, ein gemauerter Turm, den die Garisendas, eine prosperierende ghibellinische Geldwechsler-Familie, 1109 errichten ließen. Ursprünglich hatte der Turm eine Höhe von 60 Metern, wurde aber unter der Signoria von Giovanni Visconti da Oleggio (1335–1360) wegen struktureller Fehler auf 48 Meter gekürzt. Diese hatten sich im Fundament früh und intensiv gezeigt, gekennzeichnet durch schlechte mechanische Fähigkeiten und Tragfähigkeit. Aus dem letztgenannten Grund neigte sich das gesamte Gebäude immer mehr bis auf einen Überhang von 3,22 Metern, entsprechend einer Neigung von 4 Grad.
Obwohl von der größeren Höhe der benachbarten, zeitgenössischen Torre degli Asinelli überschattet, weckte die Torre della Garisenda ein breites literarisches Echo: Der Turm wurde mehrmals vom jungen Dante Alighieri erwähnt, der viele Male in seinem Leben durch Bologna kam. „Der Höchste“ dichtete bei zwei Gelegenheiten über das Bauwerk: Beim ersten Mal in einem Sonett, wo der Dichter sein Bedauern darüber ausdrückt, dass er ausschließlich die Torre della Garisenda gesehen hätte, und „den größeren (die größere), von dem (der) man spricht“ (womit eben die Torre degli Asinelli gemeint ist oder vermutlich eher eine attraktive Frau, sicherlich nicht Beatrice) vergessen hätte. Beim zweiten Mal in der „Commedia“ als Maßstab für den Riesen Antäus, der in dem hochaufragenden Akt des Bückens, in einigen Versen eingefangen ist, die auch in einem Epigraph erwähnt werden, das auf dem Turm selbst angebracht ist:

„Non mi poriano già mai fare ammenda / del lor gran fallo gli occhi miei sed elli / non s’accecasser, poi la Garisenda / torre miraro co’ risguardi belli, / e non conobber quella (mal lor prenda!) / ch’è la maggior de la qual si favelli“ Rime, LI - Non mi poriano già mai fare ammenda
(dt.: Was die Garisenda zu betreffen scheint / unter dem Hang, wenn eine Wolke geht /darüber, sodass es im Gegenteil hängt, / so war Antäus für mich, der in Schach war, / um ihn bücken zu sehen ...)

Nachdem der Turm um ungefähr 12 Meter „gekürzt“ worden war, erlebte er verschiedene Höhen und Tiefen: Die mächtige Zunft der Tuchmacher, die ihren Sitz im gegenüberliegenden Palazzo degli Strazzaroli hatte, kaufte ihn und im Laufe der Jahrhunderte wurde er teilweise durch verschiedene Bauten verdeckt, die um ihn herum errichtet wurden, darunter Geschäftsgebäude und eine kleine Kirche, die der heiligen Maria delle Grazie geweiht war (1710). Die das Gesamtbild des Turmes beeinträchtigenden Gebäude wurden Ende des 19. Jahrhunderts abgerissen. Zugleich wurde das Erdgeschoss mit einem Bossenwerk aus Selenit verkleidet. Am 27. August 1904 gelangte der Turm schließlich in den Besitz der Stadt Bologna, nachdem er zu Beginn des 19. Jahrhunderts während der napoleonischen Epoche in die Hände der Familie Ranuzzi fiel und später an die Malvezzi Campeggi übergegangen war. Zuletzt befand er sich im Besitz von Raimondo Franchetti.
Im Oktober 2023 wurde der Bereich rund um den Turm vorsorglich abgesperrt, nachdem anomale Oszillationen festgestellt worden waren. Anfang Dezember 2023 wurde mit der Errichtung einer fünf Meter hohen Barriere begonnen, um Passanten und nahegelegene Gebäude vor herabstürzenden Steinen oder gar dem kompletten Einsturz des Turms zu schützen. Die Stadtverwaltung von Bologna bezeichnete die Situation als „hochgradig kritisch“. Für die Restaurierungsarbeiten wurden einige Jahre veranschlagt.

## Sonstiges
1987 benannte die FS den Intercity Bologna Centrale – Roma Termini „Garisenda“.